# Ла-Кароліна
Ла-Кароліна (ісп. La Carolina) — муніципалітет в Іспанії, у складі автономної спільноти Андалусія, у провінції Хаен. Населення — 15 901 особа (2010).
Муніципалітет розташований на відстані близько 240 км на південь від Мадрида, 60 км на північ від Хаена.
На території муніципалітету розташовані такі населені пункти: (дані про населення за 2010 рік)
- Ла-Кароліна: 15307 осіб
- Ла-Фернандіна: 72 особи
- Ла-Ісабела: 26 осіб
- Навас-де-Толоса: 468 осіб
- Очо-Касас: 0 осіб
- Расо-Гіндо: 28 осіб

## Демографія
Динаміка населення (INE ):